# Bataille de Kissoué
La bataille de Kissoué (17 juin 1941) faisait partie de l'avancée alliée sur Damas en Syrie pendant la Campagne de Syrie durant la Seconde Guerre mondiale. La bataille est connue pour l'affrontement entre les Forces françaises du Régime de Vichy (l'Armée du Levant, alors dirigée par le général Henri Dentz) et les Forces françaises libres. Les Français Libres rencontrèrent une vive résistance de la part des Français de Vichy.

## Contexte historique
Le 8 juin 1941, les troupes du 5e groupe-brigade d'infanterie indienne, dirigées par le brigadier Wilfrid Lewis Lloyd, avaient traversé la frontière syrienne depuis le mandat britannique de la Palestine pour prendre Quneitra et Deraa dans le but d'ouvrir la voie aux Forces françaises libres pour avancer le long de la frontière syrienne en direction de Damas. Il s'agissait de l'une des quatre attaques planifiées pour la campagne par le commandant allié, le général britannique Henry Maitland Wilson. Le 12 juin, Daraa, Cheikh Meskine et Ezraa sur la route Deraa-Damas avaient été capturés et les forces indiennes et françaises libres, désormais appelées "Gentforce" et sous le commandement unifié du major-général français Paul Legentilhomme , étaient devant Kissoué . Malheureusement, Legentilhomme fut blessé presque immédiatement après avoir pris le commandement et fut remplacé le 14 juin par le brigadier Wilfrid Lewis Lloyd.
Kissoué était une position défensive solide. À l'est de la route, les jardins et les maisons de la ville fournissaient une couverture à l'infanterie et aux chars, soutenus par les travaux de défense considérables sur les collines abruptes de Jebel el Kelb et de Jebel Abou Atriz, derrière eux. À l'ouest de la route se trouvaient les collines de Tel Kissoué, Tel Afar et Jebel Madani qui commandaient les routes vers Damas depuis Quneitra et Daraa. Le pays parsemé de rochers était pratiquement impraticable aux véhicules à roues, sauf sur la route, et rendait la progression difficile même à pied. De plus, la rivière Awaj coulait devant les positions françaises à travers la ligne d'avancée alliée.

Carte de la Syrie et du Liban pendant la Seconde Guerre mondiale.

## La bataille
Le 15 juin à 4 heures du matin, les troupes indiennes lancent une attaque frontale qui coïncide fortuitement avec un relèvement des troupes avancées de la force de Vichy. Après de violents combats, le village a été pris vers 8h30. À 9 heures, les troupes indiennes avançaient dans les collines derrière le village qui surplombaient la route principale venant de l'ouest et, en moins d'une heure, avaient capturé Tel Kissoué. Sur la rivière, à l'extrême gauche de l'avancée, le village de Monkelbe avait été sécurisé par les marines français libres à 11h30.

Croquis de la zone de la bataille de Kissoué, juin 1941.

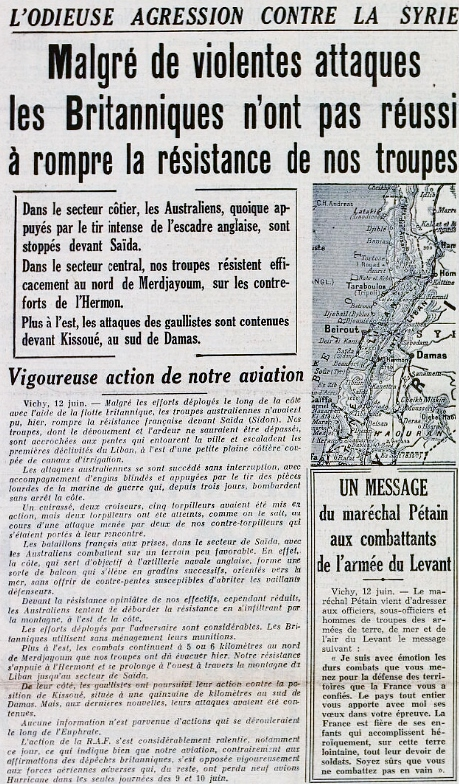
Article de journal évoquant la bataille de Kissoué de manière favorable au Régime de Vichy.

Une deuxième phase de l'attaque avait commencé à 11 heures avec les Forces françaises libres avançant de l'autre côté du fleuve dans les collines à droite de la route de Damas. Après avoir capturé le Jebel Kelb, l'avance s'est arrêtée sur le Jebel Abou Atriz, tandis qu'à l'extrême droite, un mouvement de flanc des chars français libres a été stoppé par les bombardements nourris de l'artillerie de Vichy. D'autres nouvelles déprimantes pour Lloyd sont venues des troupes alliées tenant Quneitra, sur l'autre route principale menant à Damas en provenance du sud, qui ont signalé l'approche d'une forte force de Vichy venant du nord. De plus, les propres lignes de communication de Lloyd étaient menacées par la prise d'Ezraa par les troupes tunisiennes de Vichy qui avaient avancé à travers le pays depuis Tel Soutaine vers l'est. Ezraa était à seulement 9,7 km à l'est de Cheikh Meskine qui se trouvait sur la route principale au sud de Kissoué. Le 17 juin, devant Ezraa, le colonel René Génin est tué d'une balle dans la tête.
Lloyd décida qu'une avance rapide sur Damas serait la meilleure solution pour faire face à la situation critique. Il envoya deux compagnies de troupes françaises libres et de l'artillerie au sud à Cheikh Meskine pour renforcer les deux escadrons de la Force frontalière transjordanienne qui avaient pris des positions défensives sur la route vers l'est de Cheikh Meskine à Dezraa et ordonna à la brigade indienne d' avancer. Dans la nuit du 15 juin, traversant les collines à gauche de la route Kissoué-Damas, les troupes indiennes prirent Aartouz sur la route Quneitra-Damas, coupant les communications vers l'arrière de la force de Vichy avançant sur Quneitra. Dans l'après-midi du 16 juin, il a été rapporté à tort qu'Ezraa avait été reprise par les Alliés mais les nouvelles de Quneitra étaient moins prometteuses. En infériorité numérique de 3 contre 1 et face à des chars contre lesquels ils n'avaient aucun contre efficace, les défenseurs alliés à Quneitra, un bataillon des Royal Fusiliers (moins une compagnie qui se trouvait à Kissoué), tinrent jusqu'à ce qu'encerclés et leurs munitions pratiquement épuisées, à 19 heures le 16 juin, les 13 officiers et les 164 hommes restants se rendirent. Les troupes de Vichy parvintrent à reprendre Kissoué, Quneitra et Edras.
Malgré cette menace pour les lignes d'approvisionnement de "Gentilforce", il fut décidé de poursuivre sa route vers Damas . Cela obligea le commandant de Vichy à retirer ses forces.